# Carpanzano
Carpanzano – miejscowość i gmina we Włoszech, w regionie Kalabria, w prowincji Cosenza.
Według danych na rok 2004 gminę zamieszkiwało 377 osób, 26,9 os./km².